# ITF Česká Lípa
Das ITF Česká Lípa (offiziell: Mácha Lake Open) ist ein Tennisturnier der ITF Women’s World Tennis Tour, das in Česká Lípa, Tschechien, auf Sandplatz ausgetragen wird. Bis 2021 fand die Turnierreihe in Staré Splavy statt. Aufgrund gestiegenen räumlichen Bedarfs, der in Staré Splavy nicht gedeckt werden konnte, beschloss der Veranstalter 2022 das Turnier nach Česká Lípa zu verlegen.
Auf Grund eines Skandals wegen mutmaßlich veruntreuter staatlicher Unterstützungszahlungen 2020 und 2021 wurde vom Tschechischen Tennisverband das Turnier 2023 abgesagt und stattdessen das Turnier in Říčany aufgewertet.

## Siegerliste

### Einzel
| Jahr                   | Siegerin    | Finalgegnerin    | Ergebnis |
| ---------------------- | ----------- | ---------------- | -------- |
| ↓ Kategorie: $60.000 ↓ |             |                  |          |
| 2022                   | Sára Bejlek | Jesika Malečková | 6:4, 6:4 |

### Doppel
| Jahr                   | Siegerinnen                     | Finalgegnerinnen                     | Ergebnis  |
| ---------------------- | ------------------------------- | ------------------------------------ | --------- |
| ↓ Kategorie: $60.000 ↓ |                                 |                                      |           |
| 2022                   | Karolína Kubáňová Aneta Kučmová | Nuria Brancaccio Despina Papamichail | 6:2, 7:69 |

## Quelle
- ITF Homepage